# Mark Chesnutt
Pour les articles homonymes, voir Chesnutt.
Mark Chesnutt est un chanteur américain de musique country, né à Beaumont au Texas le 6 septembre 1963.
Au cours des années 1990, trois de ses albums ainsi qu'une compilation de ses succès sont certifiés « disque de platine » et Chesnutt décroche huit no 1 au classement Hot Country Songs.

## Biographie

### Début de carrière
Mark Chesnutt découvre la musique country en écoutant la collection de disques de son père, Bob Chesnutt. Celui-ci est un chanteur connu sur le plan local. À l'adolescence, il commence à se produire dans les nightclubs avec le groupe de son père. Ses premiers disques sont édités par de petits labels texans. Le chanteur monte son propre groupe, dont fait partie Tracy Byrd (en), et se produit régulièrement au Cutter's, un club de sa ville natale. Chesnutt enregistre son premier album, Doing My Country Thing, édité en 1988 par Axbar.

### MCA Records
Mark Chesnutt est repéré par MCA Records grâce à Too Cold at Home, un single édité par le label Cherry. Le morceau donne son titre au premier album de Chesnutt commercialisé par MCA, qui sort en 1990. Les cinq singles qui en sont tirés atteignent le Top 10 du classement Hot Country Songs et Chesnutt décroche un no 1 avec Brother Jukebox, un morceau composé par Paul Craft (en). Cinq titres de Longnecks & Short Stories, son deuxième album sorti en 1992, se classent dans le Top 5. Sa reprise de I'll Think of Something, un titre composé par Bill Rice (en) et interprété par Hank Williams, Jr. en 1974, occupe la tête des charts country durant l'été 1992. L'année suivante, l'album Almost Goodbye recèle trois nouveaux no 1 au classement Hot Country Songs : It Sure Is Monday, le morceau titre de l'album Almost Goodbye et I Just Wanted You to Know.
Les ventes de l'album Lost in the Feeling sont jugées décevantes par MCA, ce qui pousse le label à se séparer de Chesnutt en 2000. Trois des albums qu'il a enregistrés pour ce label, ainsi qu'une compilation, sont certifiés « disque de platine » par la RIAA. Durant cette période, le chanteur a décroché huit no 1 dans les charts country.

### Columbia Records
Mark Chesnutt rejoint Columbia Records, label pour lequel il enregistre un unique album, sorti en 2002. L'année suivante, Sony Music, maison mère de Columbia, se sépare de nombreux artistes country, dont Mark Chesnutt.

### Autres labels
En 2010, il rend hommage au genre outlaw country en reprenant dans un album intitulé Outlaw des titres de chanteurs comme Waylon Jennings, Kris Kristofferson et Willie Nelson. Le disque est édité par Saguaro Road et produit par Pete Anderson (en).

## Style musical et influences
Au début de sa carrière, Mark Chesnutt joue une country néo traditionnelle, dont l'instrumentation repose sur la guitare steel, le fiddle et la batterie.

## Récompenses
L'« Horizon Award », qui consacre la révélation de l'année, lui est décerné en 1993 lors des CMA Awards.